# Françoise Pascal
Françoise Pascal (nacida el 14 de octubre de 1949) es una actriz y modelo británica productora  directora y escritora. Nació en Isla Mauricio de padres franceses. Es conocida por interpretar a Danielle en la sitcom británica Mind Your Language.

## Carrera
Pascal nació en Mauricio, entonces una colonia del Reino Unido.
Sus primeras películas fueron Loving Feeling y School for Sex (1969). Fue portada de la revista Penthouse (1970). Apareció brevemente en la escena de una orgía en la película de terror de culto Incense for the Damned (1970), pero su papel revelación fue el de Paola en There's a Girl in My Soup (1970) con Peter Sellers. Salió en la comedia negra Burke & Hare (1972), interpretando a Marie, y en otra película de Sellers, Soft Beds, Hard Battles (1974).
Después de esa aparición, se mudó a Francia, donde salió en películas como Et si tu n'en Veux Pas (1974) y Les Raisins de la Mort (1978), dirigido por Jean Rollin. El productor de La Rose de Fer de Rollin, le dio luego el papel protagonista en la película, pero no fue un éxito. Más tarde, regresó a Inglaterra para aparecer en Keep It Up Downstairs (1976) junto a Diana Dors, Jack Wild y Mary Millington.
Su primer trabajo en televisión fue en octubre de 1971 con un papel en Coronation Street, interpretando a la amiga de Ray Langton. Luego, fue protagonista en un episodio de Play of the Month para el BBC en "Don Quixote" (1973) con Rex Harrison, y para Sunday Night Theatre "Giants & Ogres", de ITV (1971). Apareció como invitada en numerosas series de televisión de comedia tales como Happy Ever After (1976) con Terry Scott y June Whitfield, así como en My Honourable Mrs (1975) con Derek Nimmo para la BBC. Coprotagonizó en un episodio del thriller You're on Your Own protagonizado por Denis Quilley, para la BBC.
Interpretó a la seductora au-pair francesa Danielle Favre en las tres primeras series del sitcom de ITV Mind Your Language (1977–79); luego asumió papeles teatrales en Happy Birthday (reuniéndose con Fraser Hines), y protagonizó una parodia de Aladin. Pascal se fue de los Estados Unidos en 1982, donde actuó en Hollywood con un contrato de dos años en The Young and the Restless, Gavillan, My Man Adam, Lightning,The White Stallion. Regresó a Inglaterra en 1987.
En 2015, Pascal se unió al elenco de una nueva serie de comediat llamada For the Love of Ella.

## Vida personal
El 4 de diciembre de 2010, se unió al guitarrista de los Rolling Stones Ronnie Wood en Claygate Village para encender las luces de Navidad y cantar una canción en solitario de Noche de paz.
En diciembre de 2012, Pascal tomó parte en el programa de ITV1 Storage Hoarders, en el cual realizó una subasta de algunas de sus más valiosas posesiones.[cita requerida]